# دیتریش لومان
دیتریش لومان (آلمانی: Dietrich Lohmann; ۹ مارس ۱۹۴۳ – ۱۳ نوامبر ۱۹۹۷) فیلم‌بردار اهل آلمان بود.
وی همچنین برندهٔ جوایزی همچون جایزه فیلم آلمان شده‌است.

## فیلم‌شناسی
- سیرک‌بازان زیر گنبد سیرک: سرگشته (۱۹۶۸) دستیار فیلم‌بردار
- Cardillac (1969)
- عشق از مرگ سردتر است (۱۹۶۹)
- دلال محبت (۱۹۶۹)
- Why Does Herr R. Run Amok? (1970)
- سرباز آمریکایی (۱۹۷۰)
- Rio das Mortes (1971)
- تاجر چهار فصل (۱۹۷۱)
- Eight Hours Don't Make a Day (1972-1973) مجموعه تلویزیونی
- افی بریست (۱۹۷۲)
- Ludwig: Requiem for a Virgin King (1972)
- Karl May (1974)
- Hitler: A Film from Germany (1977)
- Germany in Autumn (1978)
- Kassbach – Ein Porträt (1979)
- The Tailor from Ulm (1979)
- Put on Ice (1980)
- Tramps (1983)
- Väter und Söhne – Eine deutsche Tragödie (1986)
- The Great Escape II: The Untold Story (1988)
- جنگ و یادبود (۱۹۸۹) مجموعه تلویزیونی، 1 episode
- The Rose and the Jackal (1990) فیلم تلویزیونی
- Wedlock (1991)
- Ted & Venus (1991) فیلم تلویزیونی
- حرکت اسب (۱۹۹۲)
- Salt on Our Skin (1992)
- The Innocent (1993)
- Me and the Kid (1993)
- رنگ شب (۱۹۹۴)
- نیمکتی در نیویورک (۱۹۹۶)
- The Way We Are (1997)
- مصلح (۱۹۹۷)
- تأثیر عمیق (۱۹۹۸)